# Epáno Epídhavros
Epáno Epídhavros (Epano Epidavros) är en ort i Grekland.   Den ligger i prefekturen Nomós Argolídos och regionen Peloponnesos, i den sydöstra delen av landet, 60 km sydväst om huvudstaden Aten. Epáno Epídhavros ligger 50 meter över havet och antalet invånare är 116.
Terrängen runt Epáno Epídhavros är varierad. Havet är nära Epáno Epídhavros åt nordost. Runt Epáno Epídhavros är det ganska glesbefolkat, med 22 invånare per kvadratkilometer. Närmaste större samhälle är Palaiá Epídavros, 2,6 km öster om Epáno Epídhavros. 